# Ingrisma viridis
Ingrisma viridis är en skalbaggsart som beskrevs av Franz Antoine 2000. Ingrisma viridis ingår i släktet Ingrisma och familjen Cetoniidae. Inga underarter finns listade i Catalogue of Life.